# 阿莉·克里格
阿莉·克里格（英語：Ali Krieger，1984年7月28日—），美国女子足球运动员。她曾代表美国参加2011年、2015年和2019年国际足联女子世界杯，其中2015年和2019年世界杯均获得冠军，2011年世界杯则获得亚军。

## 外部連結
- 官方网站
- 阿莉·克里格 – FIFA國際賽競賽紀錄 (存檔)
- 阿里·克里格在Sports Reference
- Soccerway資料庫：阿莉·克里格
- US Soccer player profile，存档于（存檔日期 2010-01-06）
- Washington Spirit player profile （页面存档备份，存于）
- Washington Freedom  (WPS) player profile，存档于（存檔日期 2010-03-08）
- Washington Freedom (W-League) player profile，存档于（存檔日期 2009-01-09）
- 2008 Summer Olympics player profile，存档于（存檔日期 2012-07-31）
- 阿莉·克里格的X（前Twitter）